# Кыстатыам (эвенкийское муниципальное образование)
Эвенкийское муниципальное образование «Кыстатыам» или Ленский наслег — муниципальное образование со статусом сельского поселения, национальный наслег в Жиганском районе Якутии Российской Федерации.
Административный центр — село Кыстатыам.

## История
Статус и границы сельского поселения установлены Законом Республики Саха (Якутия) от 30 ноября 2004 года N 173-З N 353-III «Об установлении границ и о наделении статусом городского и сельского поселений муниципальных образований Республики Саха (Якутия)».
Ленский наслег был наделён статусом национального эвенкийского Постановлением Государственного Собрания (Ил Тумэн) Республики Саха (Якутия) от 15 октября 2009 № ГС № 521–IV.

## Население
| 2002 | 2010 | 2011 | 2012 | 2013 | 2014 | 2015 |
| ---- | ---- | ---- | ---- | ---- | ---- | ---- |
| 453  | ↘397 | →397 | ↘389 | ↗393 | ↘390 | ↗395 |
| 2016 | 2017 | 2018 | 2019 | 2020 | 2021 |      |
| ↗406 | ↘405 | →405 | ↘399 | ↘394 | ↗408 |      |

## Состав сельского поселения
| № | Населённый пункт | Тип населённого пункта       | Население |
| - | ---------------- | ---------------------------- | --------- |
| 1 | Кыстатыам        | село, административный центр | ↗408      |